# Защита свидетелей в России
Защита свидетелей в России как элемент судебного процесса существовала с давних времён: определённые нормы, обеспечивавшие безопасность участников судебного процесса и регламентировавшие меры по их защите, содержались в разных юридических документах Древней Руси, Русского царства, Российской империи и СССР. Необходимость принятия единого закона, регламентировавшего меры безопасности в отношении свидетелей, стала особенно острой в России после распада СССР на фоне стремительного роста организованной преступности. По данным статистики, ежегодно из 10 миллионов потерпевших и свидетелей по уголовным делам каждый пятый отказывался от дачи показаний в суде или вынужден был менять свои показания, что было связано с поступлением в адрес участников процесса или их родных и близких угроз жизни, здоровью и имуществу; это же было одной из причин того, что многие преступления оставались нераскрытыми. До принятия единого законодательного акта меры по защите свидетелей применялись в российских регионах выборочно в зависимости от сложности дела и наличии фактов угроз в отношении свидетелей и потерпевших.
В настоящее время в Российской Федерации действует государственная программа защита свидетелей, реализуемая в соответствии с рядом законов и нормативно-правовых актов, направленных на защиту свидетелей в уголовном процессе. Она утверждена на основе Федерального закона № 119-ФЗ «О государственной защите потерпевших, свидетелей и иных участников уголовного судопроизводства», принятого 20 августа 2004 года, и реализуется на основе Правил применения отдельных мер безопасности в отношении потерпевших, свидетелей и иных участников уголовного судопроизводства, утверждённых в соответствии с Постановлением Правительства Российской Федерации от 27 октября 2006 года. Под программу попадают все участники уголовного судопроизводства (все свидетели, потерпевшие и обвиняемые), в отношении которых существуют угрозы жизни, здоровью, имуществу и жилью со стороны обвиняемых. В отношении участников могут быть приняты меры безопасности разного характера — от обеспечения физической охраны самих участников процесса, их родственников и имущества до полной смены личности (выдача новых документов, смена места жительства и изменение внешности). Координатором программы является Министерство внутренних дел Российской Федерации, в реализации программы защиты свидетелей участвуют разные федеральные органы. Её положения с 2009 года распространяются на обвиняемых, заключивших соглашение со следствием о признании вины в обмен на менее жёсткий приговор суда.
Помимо положений государственной программы, защиту свидетелей и потерпевших в судебных процессах обеспечивают дополнительно ряд нормативно-правовых актов законодательства Российской Федерации. В защите также участвуют некоторые общественные организации, оказывающие помощь участникам процессов и выдвигающие собственные инициативы по совершенствованию законодательства в этой сфере.

## Предпосылки к разработке государственной программы

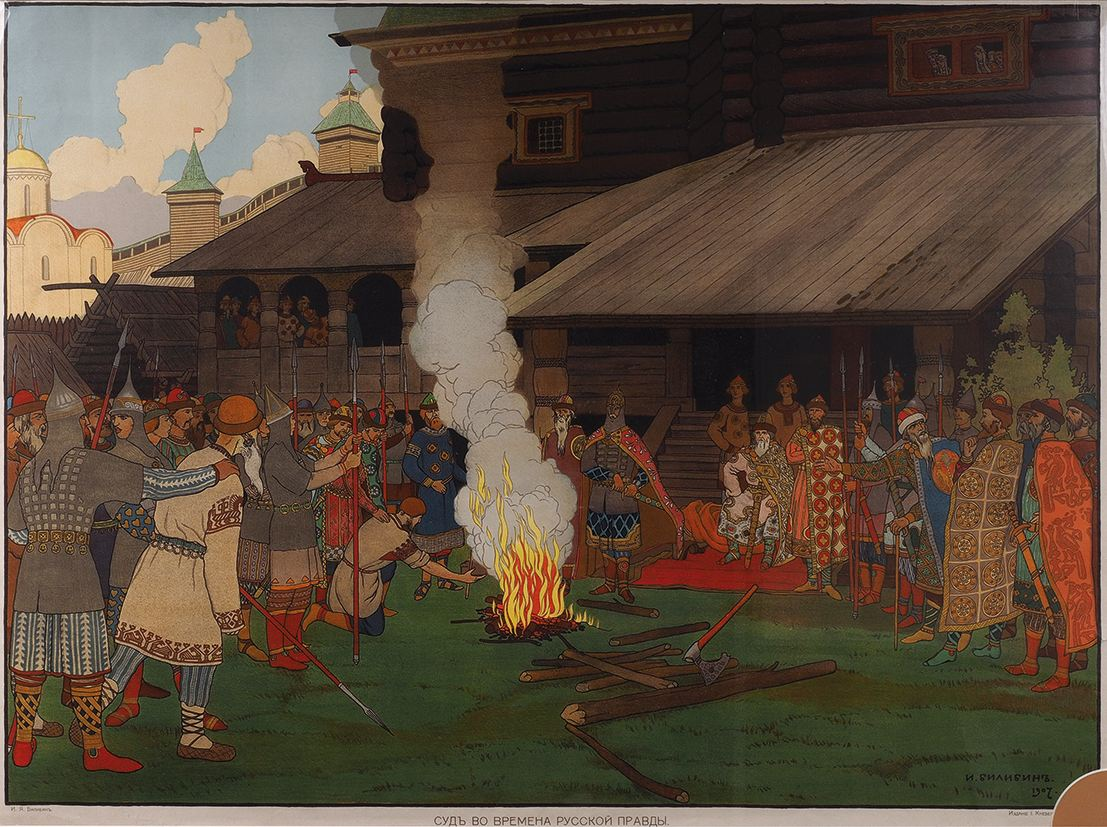
Иван Билибин. «Суд во времена Русской Правды». 1909 год. Лист № 5 из серии «Картины по русской истории»

Элементы государственной защиты участников судебного процесса существовали в истории российского права с давних времён. Нормы, обособлявшие участников судебного процесса и определявшие уголовно-правовые меры их защиты, появились ещё в системе русского права и содержались в таких документах, как Русская правда, Псковская и Новгородская судные грамоты, Судебник Ивана III (Судебник 1497 года) и Судебник Ивана IV (Судебник 1550 года), Соборное уложение 1649 года, Воинский устав Петра I 1716 года (Артикул воинский) и Судебные уставы, принятые в 1864 году при Александре II. В Уголовном кодексе РСФСР 1960 года предусматривалась ответственность за преступления как против правосудия в целом, так и в отношении участников уголовного судопроизводства в частности. Меры по обеспечению защиты конкретных свидетелей активно применялись советскими спецслужбами.
В Российской Федерации важность обеспечения безопасности участников уголовного судопроизводства связана с признанием организованной преступности как одной из угроз национальной безопасности страны. По данным на 2000 год, за 10 лет количество зарегистрированных преступлений выросло в два раза, а число преступлений, совершённых различными ОПГ — в 10 раз. За этот же период количество сложных правонарушений в кредитно-финансовой сфере выросло на 39,2 %, во внешнеэкономической деятельности — на 88,5 %, в сфере приватизации — на 56,5 %. Свидетели и потерпевшие по ряду уголовных дел часто уклонялись от участия в расследовании и рассмотрении этих дел, опасаясь за собственную жизнь и жизнь своих близких: все они испытывали чувство страха от предстоящего общения на следствии и в ходе судебного заседания с виновным лицом, его родственниками и друзьями. По данным на 2003 год, около 60 % потерпевших не обращались в правоохранительные органы из-за страха мести со стороны преступников, а примерно четверть участников судебного процесса меняли свои показания по разным причинам (в том числе под угрозами со стороны преступников). В личной охране нуждались около 5 тысяч человек, из них 1 тысяча нуждалась в смене места жительства, а ещё 500 человек должны были изменить внешность для обеспечения безопасности.
Непроцессуальное общение потерпевших (свидетелей) с обвиняемыми (подозреваемыми) могло иметь часто неконтролируемый следователями характер (например, в помещениях рядом с кабинетом следования во время ожидания вызова на допрос). В законе тогда не были прописаны требования, которые препятствовали подобному общению, а также отсутствовали гарантии изоляции свидетелей от обвиняемых или утечки персональных данных. По мнению «Российской газеты», отсутствие закреплённой законом системы защиты участников уголовного судопроизводства привело к тому, что многие преступления 1990-х годов так и остались нераскрытыми: убивали как ключевых свидетелей, так и подсудимых, дававших важные показания. Судья Ярославского областного суда Евгений Балаев в 2004 году сообщал, что в деле об убийстве директора ликёроводочного завода один из подсудимых, который нуждался «в реальной защите», дал признательные показания, а спустя некоторое время умер в колонии от сердечного приступа, хотя были основания считать его смерть результатом злого умысла. Пока не было принято единого законодательного акта, регулирующего безопасность свидетелей, в разных регионах для обеспечения безопасности свидетелей пришлось прибегать к импровизации. Так, в большинстве регионов меняли имена свидетелей в материалах уголовного дела, пока оно было на стадии расследования: в Ярославской области подлинные данные свидетелей по делу хранились в конверте, который подшивался в материалы дела и к которому имели доступ только следователь и судья. Однако на судебных заседаниях свидетели должны были присутствовать в обязательном порядке для дачи показаний и ответов на вопросы сторон. По приводимым РИА Новости данным за 2012 год, ежегодно около 10 миллионов человек выступали в качестве потерпевших и свидетелей в ходе расследования и рассмотрения уголовных дел по особо тяжким преступлениям; из них в адрес каждого пятого поступали требования под угрозой расправы отказаться от дачи показаний или изменить показания.

## Обеспечение защиты свидетелей до принятия программы

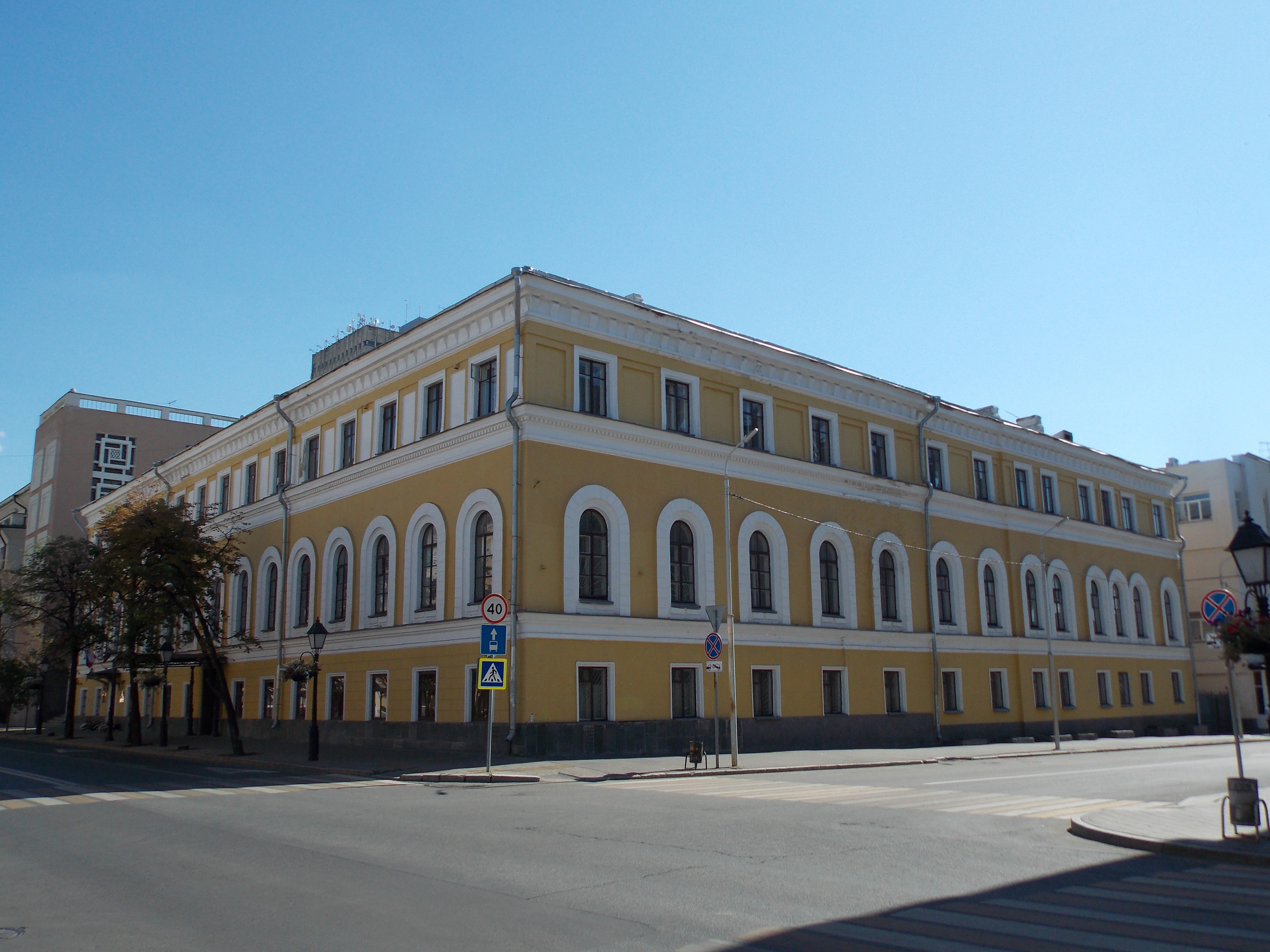
Здание Верховного суда Республики Татарстан, в котором проходили заседания по делу «Хади Такташ»

Изменение структуры преступности подтолкнуло законодателей к тому, что ещё 12 июня 1990 года был принят Закон СССР «О внесении изменений и дополнений в Основы уголовного судопроизводства Союза ССР и союзных республик», статья 27.1 которого обязывала органы дознания, следователя, прокурора и суд обеспечивать безопасность участников судебного процесса и иных лиц. Однако поскольку механизм реализации этого закона отсутствовал, а соответствующие законодательные акты не были приняты, его применение на практике было крайне затруднено. Следующим шагом в этом направлении стал Закон РСФСР от 18 апреля 1991 года «О милиции»: в статье 10 «Обязанности милиции» в пункте 24 прописывались обязанности обеспечивать охрану потерпевших, свидетелей и иных участников уголовного процесса, а также их родных и близких, если в опасности находятся здоровье, жизнь и имущество этих лиц. 12 августа 1995 года был принят Федеральный закон Российской Федерации № 144-ФЗ «Об оперативно-розыскной деятельности в Российской Федерации», в статьях которого упоминалось об обеспечении безопасности участников процесса. Так, в пункте 5 статьи 7 Закона предусматривалось постановление о применении мер безопасности в отношении защищаемых лиц как основание для проведения оперативно-розыскных мероприятий; в соответствии с пунктом 6 статьи 14 органы, занимавшиеся оперативно-розыскной деятельностью, должны были содействовать обеспечению личной безопасности и сохранности имущества как участников уголовного процесса, так и членов их семей, а также защите от преступных и иных противоправных посягательств.
В то время как в российском законодательстве отсутствовал единый нормативный акт, обеспечивавший безопасность всех участников уголовного судопроизводства, элементы системы защиты свидетелей использовались правоохранительными органами российских регионов выборочно. Так, в Москве и Республике Башкортостан одними из первых появились специальные отделы по защите свидетелей при подразделениях по борьбе с организованной преступностью, которые предоставляли важным свидетелям временное жилище и новые документы, меняя за небольшую цену личные данные того или иного свидетеля во всех существовавших базах данных. Подразделение по защите свидетелей при Управлении по борьбе с организованной преступностью ГУВД Москвы отвечало за физическую защиту свидетелей, судей, прокуроров, их родных и близких в соответствии со статьёй 2 действовавшего закона «О милиции». Отделы по защите свидетелей при подразделениях по борьбе с организованной преступностью позже появились во всех регионах России.
Верховный Совет Республики Башкортостан закрепил защиту свидетелей законодательно 14 октября 1994 года, приняв закон «О Государственной защите потерпевших, свидетелей и других лиц, содействующих уголовному судопроизводству», который предусматривал ряд мер по защите свидетелей. Среди этих мер были засекречивание персональных данных о защищаемых лицах; организация закрытого судебного разбирательства; обеспечение личной охраны, охраны жилища и имущества; контроль телефонных переговоров охраняемого лица; переезд на другое место жительства, изменение места работы или учёбы, либо временное помещение в безопасное место; выдача средств связи, специальных средств индивидуальной защиты и оповещения об опасности (в отдельных случаях оружие); смена документов на новое имя и изменение внешности. В свою очередь, 28 августа 1996 года Правительство Москвы утвердило «Положение о мерах социальной защиты и материального стимулирования граждан, способствовавших раскрытию преступлений, совершенных организованными преступными группами», в котором перечислялись отдельные меры, не затрагивавшие сферу уголовно-процессуального законодательства о безопасности.
Первое полномасштабное использование принципов программы защиты свидетелей состоялось во время рассмотрения уголовных дел татарской ОПГ «Хади Такташ». Свидетелей привозили на судебные заседания под охраной, в масках и балахонистых пальто, скрывавших фигуру. Во время слушаний свидетели находились в «тайной комнате», где были установлены микрофоны с оборудованием, изменявшим голос говорившего в микрофон, и камера: судья заходил в комнату для удостоверения личности и возвращался в зал заседания. Для проведения очных ставок следователям приходилось порой идти на импровизацию, поскольку в зданиях структур МВД не было комнат с окнами, замаскированными под зеркало: на опознании перед свидетелем натягивали простыню, чтобы его не увидели бандиты, а на лицо надевали маску с прорезями для глаз. Одного свидетеля перед очной ставкой даже загримировали в оперном театре. Благодаря подобным мерам удалось вынести обвинительные приговоры членам банды и приговорить их к большим тюремным срокам, хотя несколько ключевых свидетелей по делу «Хади Такташ» погибли при не выясненных до конца обстоятельствах. Прибор, который менял голоса свидетелей, выступавших с показаниями по этому делу, стал главным экспонатом современного судопроизводства в музее Верховного суда Республики Татарстан.
В ноябре 2003 года в Санкт-Петербурге завершился процесс по делу банды Владимира Беляева, убившей 16 марта 1999 года директора петербургской гостиницы «Спутник» Бориса Иванова. Один из обвиняемых — Алексей Маликов, признанный виновным в бандитизме и незаконном приобретении и хранении огнестрельного оружия, — получил 7 лет лишения свободы условно с испытательным сроком в 4 года. По имеющейся информации, именно он стал первым участником программы защиты свидетелей в Санкт-Петербурге, дав показания на Беляева («Боб Кемеровский») и предоставив суду доказательства причастности Беляева и его сообщников к убийству Иванова (Беляев получил 21 год лишения свободы в колонии строгого режима с конфискацией имущества). В 2003 году Иркутский областной суд рассматривал уголовное дело банды Александра Константинова, местного криминального авторитета. Все свидетели, кроме одного человека, отказались свидетельствовать против Константинова: только один человек дал показания, и его спрятали сотрудники УБОП на конспиративной квартире в одном из городов средней полосы России. За одну только информацию о местонахождении свидетеля коррумпированные связи предлагали сумму в размере 5 тысяч долларов США. Показания были заслушаны в суде, преступники понесли наказание, но свидетелю пришлось оплатить из собственного кармана расходы на обеспечение безопасности.
В том же 2003 году в Рыбинске при участии Ярославской областной прокуратуры и Генеральной прокуратуры Российской Федерации был проведён эксперимент: в тайную комнату рядом с залом судебных заседаний была установлена специальная аппаратура стоимостью около тысячи долларов США. В эту аппаратуру входили пульт, с помощью которого регулировался голос говорящего свидетеля (диапазон голосов был достаточно широк), колонки и микрофон: аналогично в зале судебных заседаний были установлены микрофоны для судьи и соперничающих сторон. Эта аппаратура использовалась в процессе над обвинявшимся в убийстве человеком, который прежде привлекался к уголовной ответственности по обвинению в убийстве, но был оправдан, поскольку в зале суда две свидетельницы внезапно «потеряли память». Оправданный позже совершил ещё одно убийство, и только когда свидетели узнали о возможности быть засекреченными, то согласились дать показания в тайной комнате, куда их доставляли под охраной. Обвиняемый был приговорён к 14 годам колонии строгого режима, а в дальнейшем эта технология использовалась для рассмотрения дел не только в Рыбинске, но и в Ярославле и Угличе. Опытом работы активно интересовались представители прокуратур других регионов вплоть до законодательного урегулирования подобных возможностей.

## Подготовка к принятию закона

### Разработка законопроекта

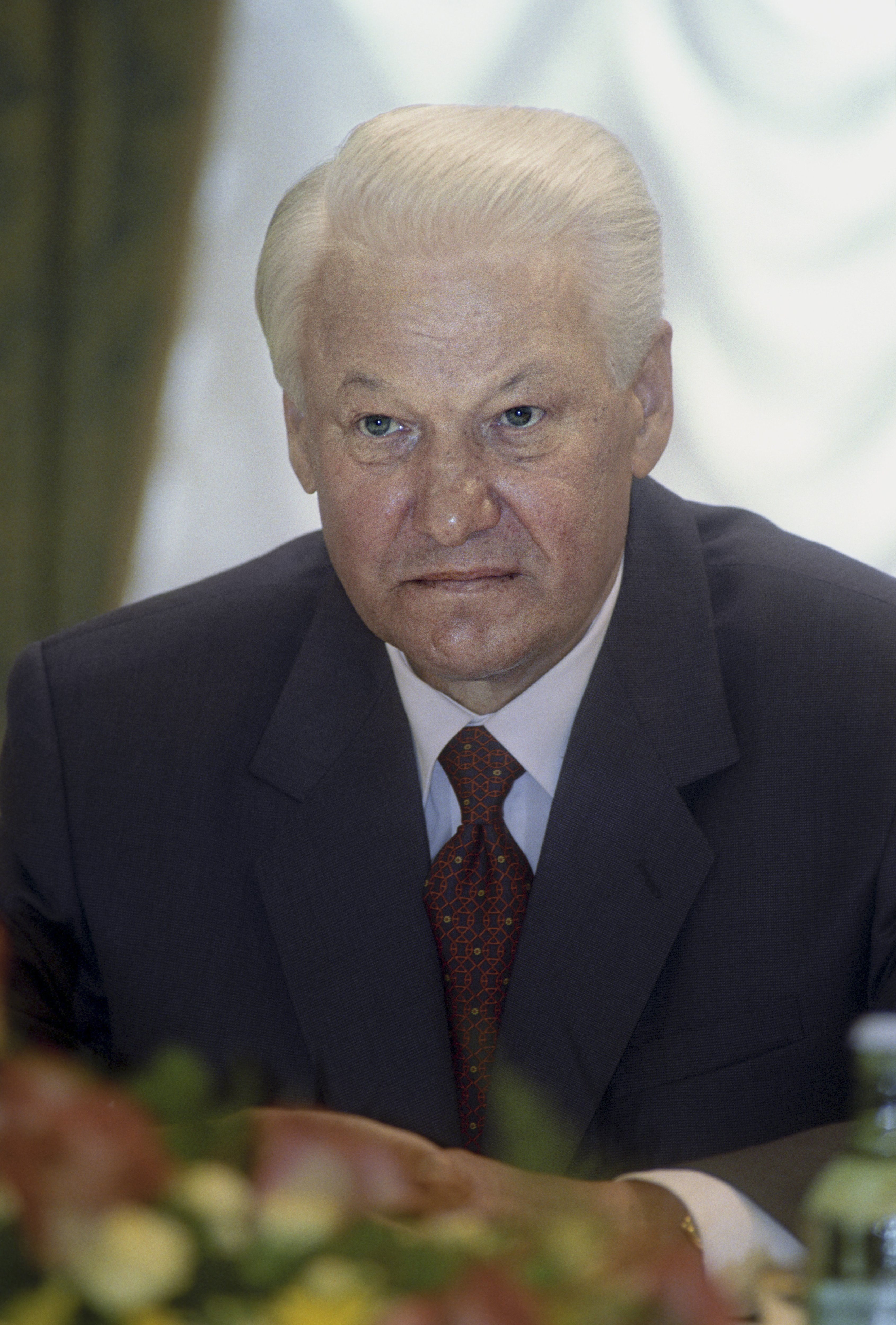
В 1997 году Президентом Российской Федерации Борисом Ельциным был отклонён третий вариант законопроекта о защите свидетелей

Уже с 1993 года Министерство внутренних дел Российской Федерации вело работу по созданию какого-либо единого нормативного акта, учреждавшего программу защиты участников уголовного судопроизводства от мести со стороны лиц, проходящих обвиняемыми по уголовным делам. В Государственной думе готовились два проекта федеральных законов по этому вопросу — один из них обеспечивал государственную защиту судей и всех должностных лиц правоохранительных и контролирующих органов, а второй обеспечивал государственную защиту потерпевших, свидетелей и других лиц, содействующих правосудию. Первый закон был принят 20 апреля 1995 года как Федеральный закон № 45-ФЗ «О государственной защите судей, должностных лиц правоохранительных и контролирующих органов», который предусматривает комплекс мер организационного, социального и правового характера, направленных на защиту жизни, здоровья и имущества следователей, прокуроров и судей. Второй законопроект под названием «О государственной защите потерпевших, свидетелей и других лиц, содействующих уголовному судопроизводству» принимался Госдумой несколько раз, но всякий раз отклонялся Президентом Российской Федерации из-за множества недоработок.
Впервые проект закона о защите свидетелей был вынесен на рассмотрение членами Комитета Государственной думы по безопасности и принят в декабре 1994 года, но в январе 1995 года был отклонён Президентом Российской Федерации Борисом Ельциным и возвращён в Госдуму для дальнейшей доработки. Второй раз закон был принят Государственной думой в июле 1995 года, но был затем уже отклонён Советом Федерации РФ. В третий раз закон был принят в мае 1997 года Государственной думой и одобрен Советом Федерации, после чего направлен Президенту РФ для подписания и обнародования. Однако и в этот раз Президент России воспользовался своим правом вето, отклонив закон. Разработка законопроекта была возобновлена только в 1999 году. Законопроект претерпел немало изменений, однако его никак не удавалось принять. Среди причин непринятия законопроекта были формальные несоответствия ряду основополагающих правовых актов — международных (Всеобщая декларация прав человека, Международный пакт о гражданских и политических правах, Европейская конвенция о защите прав человека и основных свобод) и национальных (Конституция Российской Федерации и Уголовно-процессуальный кодекс Российской Федерации). Отсутствовала единая концепция и единый подход к решению проблемы защиты свидетелей и потерпевших.
В частности, в проекте закона органы следствия и дознания наделялись правом не указывать в протоколах следственных действий сведения о потерпевшем и свидетеле, а также присваивать псевдонимы и разрешать подписывать процессуальные документы присвоенным псевдонимом. Помимо этого, потерпевший или свидетель могли либо допрашиваться в ходе судебного заседания в отсутствие подсудимого и его защитника, либо вообще быть освобождены от явки в судебное заседание. Они же имели право опознавать подозреваемого или обвиняемого скрытно как от самого опознаваемого лица, так и от защитника. При рассмотрении этих положений Президент Российской Федерации решил, что они нарушают Всеобщую декларацию прав человека и Международный пакт о гражданских и политических правах, лишая человека право на гласное рассмотрение его дела с соблюдением всех требований справедливости. По словам советника Главного государственно-правового управления Президента Михаила Палеева, законопроектом нарушались конституционные принципы уголовного судопроизводства, поскольку анонимность потерпевшего или свидетеля ставила обвиняемого в неравное положение по сравнению со стороной обвинения и ограничивала его право на защиту, лишая обвиняемого и защитника возможности полноценно участвовать в исследовании доказательств при разбирательстве дела. В законопроекте присутствовали и мелкие неточности, необоснованные положения и технические недоработки.
Ещё одной причиной отклонения закона была острая нехватка бюджетных средств на реализацию положений этого закона. В 2004 году «Российская газета» сообщала, что в одной из редакций законопроект предусматривал ежегодные расходы в размере 5 млрд рублей на обеспечение защиты свидетелей, что тогда считалось невозможным для государственного бюджета. В другой из редакций предполагаемые дополнительные расходы превышали сумму в размере 1,4 трлн рублей в год, что было соизмеримо с бюджетными расходами на содержание всех органов прокуратуры Российской Федерации. Законопроект «О защите свидетелей», внесённый в июне 2002 года Правительством на рассмотрение Госдумы, предусматривал затраты в размере почти 3,8 млрд рублей.

### Уголовно-процессуальный кодекс
1 июля 2002 года в силу вступил новый Уголовно-процессуальный кодекс Российской Федерации, принятие которого стало одним из шагов к законодательному утверждению программы защиты свидетелей. В соответствии с частью 3 статьи 11 в целях сокрытия личности свидетеля от участников процесса вводились меры процессуальной защиты, которые применялись при наличии реальных угроз жизни, здоровью и имуществу в отношении потерпевшего, свидетеля или иного участника судебного следствия (равно как и их родных и близких). Так, в части 9 статьи 166 Кодекса приводилось право следователя не указывать персональные данные потерпевшего, свидетеля и их родственников и близких лиц в протоколе следственного действия, чтобы обеспечить их безопасность. Следователь с согласия прокурора в таком случае мог вынести постановление с причинами принятия решения о сохранении персональных данных того или иного лица, указания псевдонима участника действия и образца подписи (постановление хранилось в опечатанном конверте, который приобщался к уголовному делу).
В части 2 статьи 186 Кодекса утверждалось, что с письменного заявления лиц, в отношении которых поступали угрозы, или на основании соответствующего судебного решения разрешались контроль и запись телефонных и иных переговоров этих лиц. Частью 8 статьи 193 Кодекса предусматривались специальные правила опознания, которые обеспечивали безопасность опознающего и исключали его визуальное наблюдение опознаваемым. К примеру, для проведения процедуры опознания могли использоваться специальные комнаты с полупрозрачными зеркалами (из одной части комнаты можно было видеть всё, что происходить в другой части, но не наоборот): в одну часть комнаты заводили потерпевшего или свидетеля вместе с понятыми, а в другую часть — опознаваемого с нейтральными лицами, который не мог видеть опознающего и не мог узнать что-либо, что могло повлиять на показания опознающего. Самому опознающему иногда могли предъявить фотографию опознаваемого лица или видеозапись для облегчения процедуры опознания.
Пункт 4 части 2 статьи 241 Кодекса законодательно закрепил возможность проведения закрытых судебных заседаний в целях обеспечения безопасности свидетелей в тех случаях, когда этого требуют интересы обеспечения безопасности участников судебного разбирательства и их родственников. Часть 5 статьи 278 Кодекса закрепила возможность проведения допроса свидетеля для обеспечения его безопасности так, чтобы его не могли увидеть другие участники судебного разбирательства: среди возможных технических средств реализации этой возможности было использование телекамеры в комнате, в которой находился свидетель, и монитора, на который подавалась картинка и которую могли наблюдать только судья и присяжные. Остальные участники разбирательства могли слышать искажённый голос свидетеля, но благодаря двусторонней связи с ним могли задавать ему вопросы.

### Федеральный закон № 119-ФЗ

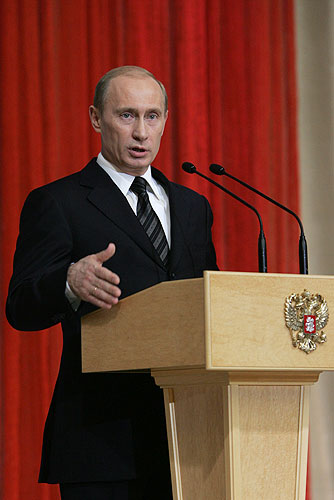
Владимир Путин внёс в конце 2003 года в Думу законопроект о защите свидетелей

В конце 2003 года в Государственную думу Президентом Российской Федерации Владимиром Путиным был внесён законопроект о включении в законодательство положений, обеспечивающих безопасность свидетелей. Этот документ должен был стать дополнением к Уголовно-процессуальному кодексу. В качестве предлагаемых мер в рамках программы защиты свидетелей упоминались смена места жительства, выдача документов с другими личными данными, а в крайнем случае — оплата за счёт государства пластической операции. Под действие нового закона могли попасть и военнослужащие, и заключённые, у которых было меньше возможности избежать мести со стороны преступного мира в случае, если они соглашались сотрудничать со следствием. Одним из разработчиков закона стало МВД Российской Федерации, которое имело право охранять свидетелей наряду с ФСБ, Госнаркоконтролем, Государственным таможенным комитетом и Министерством юстиции. Руководители правоохранительных органов отвечали лично за безопасность свидетелей.
Внесённый законопроект критиковался за некоторые спорные моменты: в частности, там не упоминалась мера об объявлении человека умершим, которую предлагали включить эксперты МВД России, а участниками программы защиты свидетелей могли стать только те люди, которые подписали первый протокол в рамках возбуждённого дела (на лиц, оказывавших негласное содействие следствию, и очевидцев преступления действие закона не распространялось). Принятию закона в целом способствовал и тот факт, что расходы на реализацию данной программы составляли всего 3 миллиарда рублей. В конце июля 2004 года Государственная дума подавляющим большинством голосов приняла новый федеральный закон, а в начале августа он был подписан Президентом.
Принятый 20 августа 2004 года федеральный закон № 119-ФЗ получил название «О государственной защите потерпевших, свидетелей и иных участников уголовного судопроизводства».

## Принятые нормативные акты

### Основные положения программы защиты
Федеральный закон № 119-ФЗ предусматривает принятие мер по сохранению жизни, здоровья близких и имущества участников уголовного судопроизводства: он стал первым подобным нормативным актом в истории российского права. Под действие закона попадали свидетель, его семья и имущество. Устанавливались обязательные следующие меры безопасности для всех свидетелей: личная охрана, охрана жилища и имущества; выдача специальных средств индивидуальной защиты, связи и оповещения об опасности; обеспечение конфиденциальности сведений о защищаемом лице. По уголовным делам о тяжких или особо тяжких преступлениях предусматривались такие меры, как переселение на другое место жительства, замена документов, изменение внешности, изменение места работы (службы) или учебы. Для свидетелей предусматривалось временное помещение в безопасное место. Разрешалось применение дополнительных мер безопасности в отношении защищаемого лица, находящегося под стражей или в местах отбывания наказания. В случае особой опасности иногда свидетеля даже могли объявить умершим. Прежнее жильё и место работы могут быть сохранены за свидетелем всё время, пока он находится под программой защиты свидетелей; допускается и переезд свидетеля за границу. На время действия программы защиты в информационно-справочных фондах не выдавались никакие сведения о попавшем под защиту свидетеле — они удалялись из любых баз данных. На реализацию программы защиты свидетелей должно было выделяться около 4 миллиардов рублей ежегодно.
Программа распространяется на потерпевших и их представителей; свидетелей; частных обвинителей и их представителей; подозреваемых, обвиняемых, подсудимых, их защитников и законных представителей, осуждённых и оправданных, а также лиц, в отношении которых были прекращены уголовные преследования; экспертов, специалистов, переводчиков, понятых, участвующих в судопроизводстве педагогов и психологов; гражданских истцов и ответчиков, а также всех законных представителей. Мероприятия по обеспечению безопасности продолжаются столько, сколько требуется для защиты и охраны жизни и имущества участника уголовного процесса. Принятие мер безопасности осуществляется только с согласия самого свидетеля (необходимо письменное заявление или согласие свидетеля на принятие подобных мер). В отношении несовершеннолетних эти меры могут применяться с письменного согласия родителей или замещающих их лиц, либо органов опеки и попечительства: с подписавшим лицом заключался письменный договор об условиях применения мер безопасности, взаимных обязательствах и ответственности. Если участнику программы защиты свидетелей причинялись телесные повреждения или наносился иной вред здоровью, связанный с его участием в программе, он получал единовременное пособие в размере до 22,5 тысяч рублей, а при утрате трудоспособности ему присуждалась пенсия по инвалидности. В случае гибели человека его родные и близкие получали единовременное пособие в размере 45 тысяч рублей и пенсию по потере кормильца. Выплата пособий осуществлялась за счёт средств федерального бюджета. Меры безопасности могут быть отменены в случаях, если больше нет оснований для их применения или если защищаемое лицо нарушает условия договора: для отмены требуется постановление соответствующего органа, который принимал решение о включении человека в программу защиты свидетелей или который рассматривает уголовное дело.

### Сроки действия программ
Первая программа защиты свидетелей действовала в 2006—2008 годах, вторая — в 2009—2013 годах, третья — в 2014—2018 годах, причём в конце октября 2018 года её действие продлили до 2023 года включительно. 6 сентября 2008 года указом президента Российской Федерации Дмитрия Медведева в системе МВД РФ появилось новое структурное подразделение — Управление по обеспечению безопасности лиц, подлежащих государственной защите (УОГЗ): его первым начальником стал полковник Олег Зимин, позже его на этой должности сменил генерал-майор Александр Лебедев. Программу защиты граждан координирует Центр государственной защиты свидетелей МВД Российской Федерации, однако в защите свидетелей могут также участвовать Федеральная служба безопасности (ФСБ), Федеральная служба по контролю за оборотом наркотиков (ФСКН), Федеральная таможенная служба (ФТС), Федеральная служба исполнения наказаний (ФСИН) и Министерство обороны (МО) в зависимости от того, какое ведомство занимается расследованием дела. Помощь силовым структурам в охране свидетелей оказывают Министерство здравоохранения (Минздрав), Министерство труда и социальной защиты (Минтруд) и Федеральное медико-биологическое агентство (ФМБА). По данным МВД Российской Федерации, всего с 2006 года по начало 2023 года участниками федеральной программы защиты свидетелей стали более 39 тысяч человек.
В настоящее время защита сведений об осуществлении государственной защиты свидетелей осуществляется в соответствии с Постановлением Правительства № 705 «О порядке защиты сведений об осуществлении государственной защиты, предоставления таких сведений и осуществления мер безопасности в виде обеспечения конфиденциальности сведений о защищаемом лице», принятом 14 июля 2015 года и содержащем «Правила осуществления мер безопасности в виде обеспечения конфиденциальности сведений о защищаемом лице и его имуществе при отсутствии угрозы посягательства на его жизнь, здоровье и имущество». В Правила были внесены некоторые изменения 17 сентября 2022 года, изложенные в Постановлением Правительства № 1640 «О внесении изменений в некоторые акты Правительства Российской Федерации». В феврале 2023 года МВД Российской Федерации представило новый проект программы защиты свидетелей, рассчитанный на 2024—2028 годы. Его главным исполнителем должно было стать МВД, соисполнителями — ФСБ, Минобороны, Федеральная таможенная служба, Федеральная служба исполнения наказаний и Роструд. В рамках проекта предполагалось укрепление материально-технической базы подразделений, отвечающих за безопасность граждан: на финансирование предлагалось выделить всего 714 млн рублей из бюджета.

### Иные нормативные акты
Федеральный закон № 119-ФЗ вступил в силу 1 января 2005 года, а в 2006 году была официально принята государственная программа обеспечения безопасности участников уголовного судопроизводства, действие которой распространяется на любых участников уголовного процесса вне зависимости от гражданства, национальности, пола, должностного и социального положения, религии и политических убеждений. Основу программы составили «Правила применения отдельных мер безопасности в отношении потерпевших, свидетелей и иных участников уголовного судопроизводства», представленные в Постановлении Правительства РФ № 630 от 27 октября 2006 года.
11 ноября 2006 года был принято Постановление Правительства РФ № 664 «Об утверждении Правил выплаты единовременных пособий потерпевшим, свидетелям и иным участникам уголовного судопроизводства, в отношении которых в установленном порядке принято решение об осуществлении государственной защиты». В соответствии с этими правилами размер единовременного пособия, которое выплачивается родным и близким свидетеля в случае его гибели, стал составлять 100 тысяч рублей, причём деньги распределялись равными долями; в случае ранения или получения увечий, которые привели к инвалидности, размер пособия составлял от 35 до 75 тысяч рублей, а причинённый вред здоровью, не представляющий серьёзной угрозы, оценивался от 10 до 20 тысяч рублей. Степень причинённого вреда определяется в соответствии с Правилами определения степени тяжести вреда, причиненного здоровью человека, представленными в Постановлении Правительства РФ № 522 от 17 августа 2007 года. 3 марта того же года было подписано Постановление Правительства РФ № 134 «Об утверждении Правил защиты сведений об осуществлении государственной защиты потерпевших, свидетелей и иных участников уголовного судопроизводства», которые регламентировали порядок защиты сведений о том, какие меры принимаются для осуществления государственной защиты потерпевших, свидетелей и иных участников уголовного судопроизводства. Правила вступили в силу 22 марта того же года.
5 июня 2009 года Государственная дума приняла согласованные с Советом Федерации поправки в Уголовный кодекс и Уголовно-процессуальный кодекс, предусматривавшие заключение правоохранительными органами соглашения с членами организованных преступных группировок о сотрудничестве. Означенные лица, которые соглашались дать показания по делам о заказных убийствах, преступлениях наркомафии или коррупционной цепи, не только получали возможность смягчить для себя наказание до двух третей от максимально полагающегося по той или ной статье УК, но и обеспечивали себе право на собственную безопасность, реализуемое в соответствии с программой защиты свидетелей. На «сделку с правосудием» они могли пойти на стадии предварительного следствия, но если они скрывали обстоятельства совершения преступления или лгали при даче показаний, то получали полный приговор, лишаясь права на замену тюремного заключения более мягким наказанием. В 2013 году «Российская газета» сообщила, что в рамках программы государственной защиты свидетелей работает автоматизированная система «Свидетель», которая содержит сведения о находящихся под защитой личностях и о занимающихся вопросами их безопасности сотрудниках МВД, а также ведёт учёт угроз, поступивших в адрес свидетелей.

## Меры по обеспечению безопасности

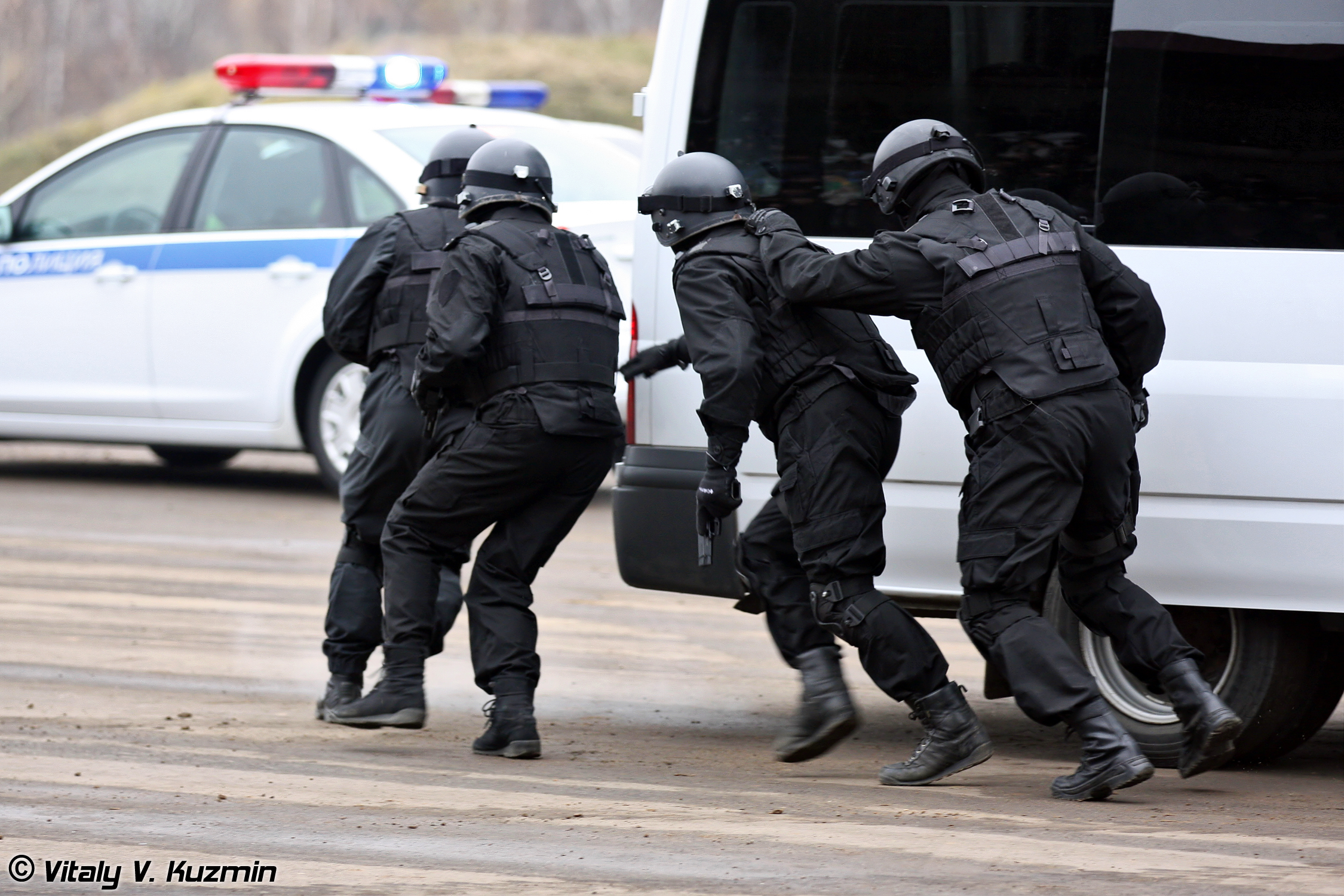
Бойцы СОБР «Рысь»

### Включение в программу защиты
Зачастую меры по обеспечению безопасности участников программы защиты свидетелей делятся экспертами на три группы: физическая защита, процессуальная защита и материальная защита. Физическая защита — это обеспечение непосредственно личной охраны участнику, процессуальная защита — меры по обеспечению безопасности в ходе судебного следствия (сокрытие личности свидетеля от других участников процесса), материальная защита — меры по укрытию от преступных посягательств, сводящиеся к смене места жительства, выдаче других документов, пластической операции и даже объявления умершим.
Сведения о находящихся под защитой людях на деле приравниваются к государственной тайне. Как правило, вопрос о выделении охраны участнику уголовного судопроизводства рассматривается с того момента, как тот подал заявление в МВД о поступавших ему угрозах. В течение трёх суток заявление должно быть проверено на соответствие реальным фактам, прежде чем будет принято решение: для обеспечения полноценной защиты следствие должно иметь неопровержимые данные о том, что в адрес лица поступали угрозы убийства, насилия над ним, уничтожения или повреждения его имущества. Однако принятый закон не мог предоставить защиту свидетелю, который не подозревал о грозящей ему опасности: без его ведома органы не имели права принимать соответствующие меры безопасности. Обычно засекречивание свидетеля должно осуществляться немедленно, чтобы его личные данные не попали в уголовное дело и к ним не получили доступ адвокаты обвиняемых (иначе меры по обеспечению безопасности не имеют смысла в дальнейшем).

### Смена места жительства и обеспечение охраны
При необходимости смены места жительства оперативники ищут съёмное жильё, засекречивая новый адрес свидетеля. По данным за 2009 год, в среднем на содержание одного подзащитного требовалось около 100 тысяч рублей — туда входили расходы на переезд, съём квартиры, замена документов, удаление информации из базы данных, предоставление новой работы, оплата питания, одежды и культурной программы. Смету проверяли несколько контролёров во избежание перерасходов, а иногда руководство вносило поправки в расходы касаемо жилья или иных услуг. Согласно правилам обеспечения безопасности свидетелей, для охраны жилья свидетеля спецслужбы заключали секретный договор с вневедомственной охраной или привлекали иные подразделения органа, который взял под охрану гражданина. Физическую охрану свидетелей обеспечивают хорошо экипированные бойцы спецподразделений, прошедшие горячие точки и регулярно проводящие учения по сопровождению охраняемого лица и обеспечению его безопасности.
В Москве охрану свидетелей осуществляют сотрудники СОБР «Рысь», которые проходят специальное обучение по защитам подопечных и спасению заложников. Для обеспечения безопасности выделяются бронированные автомобили, в которых скрытно перевозят свидетелей. Большинство сотрудников Управления по обеспечению безопасности лиц, подлежащих государственной защите при МВД РФ — это те, кто служил в подразделениях по борьбе с организованной преступностью. В главном управлении МВД Красноярского края для обеспечения защиты свидетелей на государственном уровне образована оперативно-розыскная часть по обеспечению госзащиты, а в Норильске из числа сотрудников уголовного розыска создана группа по организации применения мер государственной защиты. Охрану и защиту свидетелей обеспечивают бойцы красноярского СОБР. По данным начальника Управления в 2012 году генерал-майора Александра Лебедева, для обеспечения личной охраны хотя бы одного участника программы защиты свидетелей требуется минимум 8 сотрудников МВД. Если возникает вопрос о необходимости замены документов или изменении внешности, то спецслужбы могут заключить с гражданином договор о взаимных обязательствах и взаимной ответственности. Изменение внешности возможно как путём обращения к гримёру, так и заключения тайного договора с клиникой пластической хирургии (последнее возникает в случае, если дело слишком серьёзное и свидетелю грозит реальная опасность).

### Помощь свидетелю
Находящийся под действием программы защиты свидетелей гражданин не имеет права покидать квартиру даже для покупки продуктов: все его нужды обеспечивают сотрудники спецподразделения, которые сами ходят в магазин или на рынок. Однако атмосфера полной изоляции, в которой проживали свидетели, порой доводила их до депрессии. Некоторые изначально соглашались выполнять все указания полиции, но затем уже оказывались не в состоянии им следовать. Имели место случаи, когда свидетеля приходилось уговаривать сменить место жительства, объясняя нежелательные последствия отказа от сотрудничества. Применение грубой силы для переубеждения считается крайним случаем и расценивается как признание наличия ошибок в обеспечении безопасности человека; факт нападения означает наличие недоработок при проверке лиц, представляющих угрозу свидетелю.
Существует риск, что у свидетеля может случиться нервная истерика в период дачи показаний или даже иметь место попытка суицида. Во избежание подобного в Управлении по обеспечению безопасности лиц, подлежащих государственной защите, появились штатные психологи. Они изучают психологический портрет каждого участника программы защиты свидетелей, давая рекомендации МВД о том, какую тактику защиты выбрать, какие реакции можно от него ожидать и насколько он будет им следовать. Всех свидетелей обучают методам саморегуляции, чтобы они не потеряли самообладание. Обычно в помощи психологов больше нуждаются мужчины, чем женщины. Детей свидетелей устраивают в сад и школу также сотрудники спецподразделений, помогая им добраться до поликлиники и больницы при необходимости. Оперативники отвечают и за передачу тёплых вещей свидетелям в холодное время года. При необходимости свидетелю могут выдавать под расписку бронежилет, электрошокер или газовый пистолет для самообороны: если оружие не будет возвращено в указанный срок, то гражданина привлекут к ответственности и обяжут вернуть стоимость утраченного имущества. Его продажа, залог или передача другим лицам запрещены законодательно.
Свидетелей, которые соглашаются давать показания в обмен на защиту от угроз со стороны обвиняемых, на время судебного заседания всегда провожают в специальное помещение, где свидетеля может видеть только судья. Голос говорящего обрабатывается и видоизменяется компьютером так, чтобы никто не мог его опознать: таким образом, не только соблюдается процедура присутствия свидетеля на заседании и дачи им показаний, но и обеспечивается его безопасность. К потерпевшим меры безопасности применяются в связи с тем, что они могут дать решающие показания на обвиняемых, поэтому находятся в зоне максимального риска. Под защиту могут попасть и обвиняемые, которые в случае заключения «сделки с правосудием» могут выдать сообщников.
За безопасность осуждённых, ставших участниками программы защиты свидетелей, отвечает ФСИН: они никогда не оказываются в одной камере или одной тюрьме с бывшими сообщниками, причём последние даже не знают, куда был отправлен отбывать наказание сообщник, пошедший на сотрудничество со следствием. Вне зависимости от статуса свидетеля сотрудники силовых структур обязательно предварительно составляют список лиц, угрожающих свидетелю, и немедленно задерживают их, предъявляя им обвинения не только в угрозе жизни и здоровью свидетеля, но и в принуждении к даче ложных показаний и в незаконном хранении оружия. Так, в 2014 году сообщалось, что в Хакасии задержали двух людей, которые угрожали свидетелю по делу об обороте наркотиков и требовали от него отказаться от сотрудничества со следствием: против двоих угрожавших были возбуждены уголовные дела, а свидетель взят под государственную защиту. Материалы допросов свидетелей также подвергаются зашифровыванию: им присваивается код секретности, который предполагает ограниченный доступ к информации и практически исключает любую утечку информации о свидетелях по уголовному делу.

### Чрезвычайные происшествия
В 2009 году адвокат Генрих Падва в интервью «Российской газете» заявил о том, что за время действия программы имели место случаи, когда под защитой оказывались свидетели, давшие ложные показания. Он утверждал, что в его практике было дело, в котором присутствовал «лжесвидетель» обвинения, уверявший суд в наличии угрозы его жизни, но не дававший внятных объяснений того, кто и как ему угрожал. Падва назвал неприемлемым то, что государство потратило средства на защиту подобного свидетеля, даже несмотря на то, что факт лжесвидетельства был установлен, а подзащитный адвоката был оправдан: по словам адвоката, в законе должны были присутствовать гарантии того, что лжесвидетели не попадут под защиту и программу не будут использовать правоохранительные органы по своему усмотрению.
В 2011 году «Российская газета» писала, что с момента принятия программы защиты свидетелей силовики не уберегли только одного её участника — им был Алексей Прилепский, водитель Марата Мамыева, которого обвиняли в организации подпольных казино в Подмосковье. Прилепский исчез после допроса в Следственном комитете, а его тело со следами удушения нашли через месяц. Об убийстве стало известно 11 апреля: материалы об убийстве Прилепского были приобщены к делу Мамыева, а самому обвиняемому продлили арест до 15 августа. В 2012 году было зафиксировано два ЧП, связанных с защитой свидетелей (в центральной части страны и на Северном Кавказе).

## Данные о реализации федеральной программы

### 2000-е годы

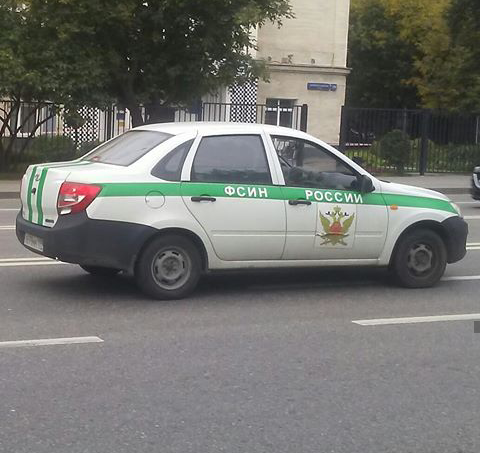
Автомобиль Федеральной службы исполнения наказаний — одного из ведомств, отвечающего за безопасность заключивших сделку со следствием лиц

В ходе применения государственной программы в 2006—2008 годах её мероприятия были распространены на 3296 участников уголовного судопроизводства, в их отношении были осуществлены 3842 меры безопасности. Из получивших государственную защиту 63,2 % участников — это свидетели, 23 % — потерпевшие, 3,12 % — подозреваемые и обвиняемые. Из применявшихся мер наиболее распространёнными были личная охрана, охрана жилища и имущества, а также обеспечение конфиденциальности сведений о защищаемом лице. В частности, с января по октябрь 2006 года услугами программы воспользовались более 500 человек, которые получили личную охрану или временно сменили место жительства на время проведения следствия. В 2008 году за государственной защитой обратились 349 человек, с января по ноябрь 2009 года — более 1200 человек; большинство просили личную охрану и выдачу специальных средств самообороны. Всего в 2006—2009 годах под программу защиты свидетелей попало около 4,5 тысячи человек, а на её финансирование было выделено почти 950 млн рублей.
В июне 2009 года глава Управления по обеспечению безопасности лиц, подлежащих государственной защите, полковник милиции Олег Зимин сообщал, что в целом по России на реализацию программы защиты свидетелей было выделено более 1,5 млрд рублей, в том числе более 700 млн рублей на нужды МВД в этом вопросе. Под охрану брались как обычные бомжи, так и криминальные авторитеты, согласившиеся на сотрудничество со следствием в обмен на смягчение наказания и защиту от бывших сообщников. Всего с 2005 по 2009 годы программой воспользовались также более ста заключённых, получивших защиту со стороны ФСИН: как правило, большинство из них составляли находившиеся в СИЗО лица, которые давали показания в обмен на безопасность. Решения о подключении тех или иных арестантов к программе защиты свидетелей принимали не сотрудники ФСИН, а суд и правоохранительные органы: осуществление защиты проводилось до особого постановления ведомства. При этом ФСИН не занимался защитой родных и близких осуждённых, сотрудничавших со следствием.
По мнению начальника управления Генпрокуратуры по надзору за следствием, производством дознания и оперативно-розыскной деятельностью Сергея Иванова, высказанному в 2009 году, процедура выделения средств на реализацию программы считалась всё ещё слишком сложной, из-за чего не всегда предоставлялась возможность обеспечить защиту всем желающим. В большинстве случаев меры госзащиты применялись при расследовании преступлений наркомафии (почти 83 %) и были связаны с сохранением в тайне сведений о защищаемом лице. По данным на 2009 год, во многих судах отсутствовали помещения, где можно было обеспечить безопасный допрос свидетелей, чтобы их не видели другие участники процесса; не хватало оборудования для изменения голоса и специалистов по применению подобной техники. Ещё одной проблемой было то, что после изменения законодательства прокурор не мог давать следователю указания по применению мер государственной защиты.
В октябре 2009 года стало известно, что для реализации программы защиты свидетелей на 2009—2013 годы было выделено более 1,603 млрд рублей из федерального бюджета для обеспечения защиты более чем 10 тысяч участников уголовного судопроизводства. В частности, предусматривалось выделение более 875 млн рублей для временного переезда подзащитных в безопасные места (конспиративные или съёмные квартиры под охраной силовиков), 260 млн рублей на постоянное переселение свидетелей и потерпевших, 3,2 млн рублей на замену документов, около 10 млн рублей на изменение внешности, более 130 млн на охрану самих свидетелей, их жилья и имущества, более 195,5 млн рублей на приобретение средств индивидуальной защиты, связи и оповещения об опасности, а также более 24 млн рублей на меры социальной поддержки свидетелей. В том же месяце поступило предложение о том, чтобы Федеральная служба судебных приставов взяла на себя обязанности по защите свидетелей не только на время судебного следствия, но и после закрытия уголовного дела — на случай, если отсидевший преступник после выхода на свободу решит отомстить свидетелю. Выдвигалась даже идея о том, чтобы ответственность за обеспечение безопасности свидетелей полностью была переложена с МВД России на ФССП. Пресс-служба Федеральной службы судебных приставов в ответ на эти инициативы заявила, что для передачи функций МВД России по защите свидетелей и потерпевших в ведение ФССП возможна будет только после выполнения ряда организационных мероприятий, в том числе законодательного закрепления за ФССП статуса правоохранительного органа.

### 2010-е годы
В апреле 2010 года на региональном уровне в МВД Республики Дагестан была принята собственная программа защиты свидетелей. По итогам года было вынесено около 1200 постановлений об обеспечении государственной защиты, что было выше на 22,5 % по сравнению с 2009 годом. Больше половину участников составили свидетели, 30 человек — потерпевшие, остальными были подозреваемые или обвиняемые в преступлениях, согласившиеся сотрудничать со следствием. Согласно данным за 2010 год, около 20 человек (свидетели по уголовным делам и родственники) были участниками программы защиты свидетелей в Республике Татарстан. Их охраняли сотрудники Центра обеспечения безопасности лиц, подлежащих государственной защите, при МВД по РТ. Одним из первых участников программы в республике стал свидетель убийства в наркопритоне, не дававший показания органам только из-за страха насильственной смерти: после обращения в МВД его скрыли от общественности на время суда, а убийц поймали и отправили в тюрьму. Однако за ним, как и некоторым отдельными свидетелями, продолжилось наблюдение даже по окончании следствия и суда с целью обеспечения дальнейшей безопасности проживания. Большинство постановлений о защите в России выносились по серьёзным уголовным делам о тяжких и особо тяжких преступлениях (в том числе об убийстве в станице Кущёвской).
В том же 2010 году благодаря внесённой в закон о защите свидетелей поправке участники программы защиты свидетелей обрели право на получение квартиры за счёт государства (прежде подобная возможность не регулировалась законом). В 2011 году Министерство внутренних дел заявило о намерении самостоятельно приобретать и содержать на балансе квартиры для свидетелей, нуждающихся в государственной защите. В 2011 году Госдума приняла в первом чтении законопроект о порядке финансового обеспечения мер безопасности в отношении находящихся под защитой государства свидетелей. К октябрю 2011 года 12 фигурантов уголовных дел получили новые документы, 28 человек получили новое жильё, а 600 человек — временное укрытие. Расходы на эти цели составили около 30 миллионов рублей. 2 декабря того же года был подписан закон об особом порядке финансового обеспечения мер безопасности в отношении свидетелей, находящихся под программой защиты: порядок был аналогичен порядку финансового обеспечения оперативно-розыскной деятельности. Всего по итогам 2011 года сотрудники подразделений государственной защиты МВД России обеспечили 5,5 тысячи мер безопасности, а под защитой оказалось более 3,5 тысяч человек.
21 сентября 2012 года премьер-министр Российской Федерации Дмитрий Медведев утвердил правила переселения потерпевших, свидетелей и иных участников уголовного судопроизводства на другое место жительства в целях обеспечения их безопасности. Переселение осуществляется за счёт федерального бюджета с соблюдением конфиденциальности сведений о защищаемом лице и о применяемых мерах безопасности. Возможные места жительства подбираются специальным органом, отвечающим за обеспечение безопасности, с учётом характера угрозы. До переселения защищаемым лицам могут заменить документы. 25 сентября 2012 года было опубликовано Постановление Правительства РФ, которым утверждались «Правила применения меры безопасности в виде переселения защищаемого лица на другое место жительства» — этим документом были сняты все вопросы и проблемы по поводу процедуры переселения находившихся под государственной защитой лиц. По итогам 2012 года число участников программы выросло в полтора раза по сравнению с предыдущим годом; из наиболее востребованных мер безопасности выделялись охрана свидетеля и его имущества (почти 3 тысячи случаев) и временный переезд в безопасное место (почти тысяча случаев). Меры безопасности были применены в отношении более 900 должностных лиц (в том числе 360 судей), а на финансирование всех мер за год было выделено 281,1 млн рублей (в том числе 127,5 млн рублей для МВД России).
К 2013 году программой защиты свидетелей воспользовались уже свыше 7 тысяч человек, в связи с чем в апреле МВД России, осуществлявшее 90 % всех мер безопасности, разработало проект правительственного постановления о увеличении финансирования программы на 44,6 млн рублей (в 2012 году из выделенных средств на съём и покупку жилья ушло более 69,5 млн рублей из выделенных бюджетных средств). В том же году было объявлено, что объединение «Специальная техника и связь» МВД России проведёт конкурс на разработку ПО, расширяющего возможности автоматизированной системы «Свидетель» и исключающего несанкционированный доступ к информации об участниках программы защиты свидетелей. Для реализации программы защиты свидетелей на 2014—2018 годы было выделено 1,318 млрд рублей (изначально планировалось выделить 1,405 млрд рублей), а в 2014 году всего ею воспользовались почти 5 тысяч человек, в отношении которых было применено около 10 тысяч мер безопасности. В 2015 году Россия занялась созданием единого правого пространства для обеспечения защиты свидетелей на территориях стран-членов СНГ: к тому моменту была достигнута принципиальная договорённость (соглашение между странами и правоохранительными органами) о реализации этой программы.
По данным «Российской газеты» на 2015 год, случаев об обращении к пластическим хирургам — крайней меры для обеспечения безопасности свидетелей — в России не фиксировалось с момента принятия программы. В то же время переезды свидетелей на новое место жительства и получение новых документов остаются распространёнными. Так, в том же году газета «Наша версия» сообщила, что бухгалтер одной промысловой фирмы, которая занималась незаконным ловом рыбы, согласился дать показания следствию, но стал получать угрозы в свой адрес. Он согласился стать участником программы защиты свидетелей: по официальным документам его признали умершим, а он получил новые документы и в течение нескольких месяцев проживал под охраной на ведомственной квартире. Показания во время процесса он давал из засекреченного помещения. После суда он продолжил жить в другом регионе и даже женился на женщине, которая ничего не знала о его прошлом

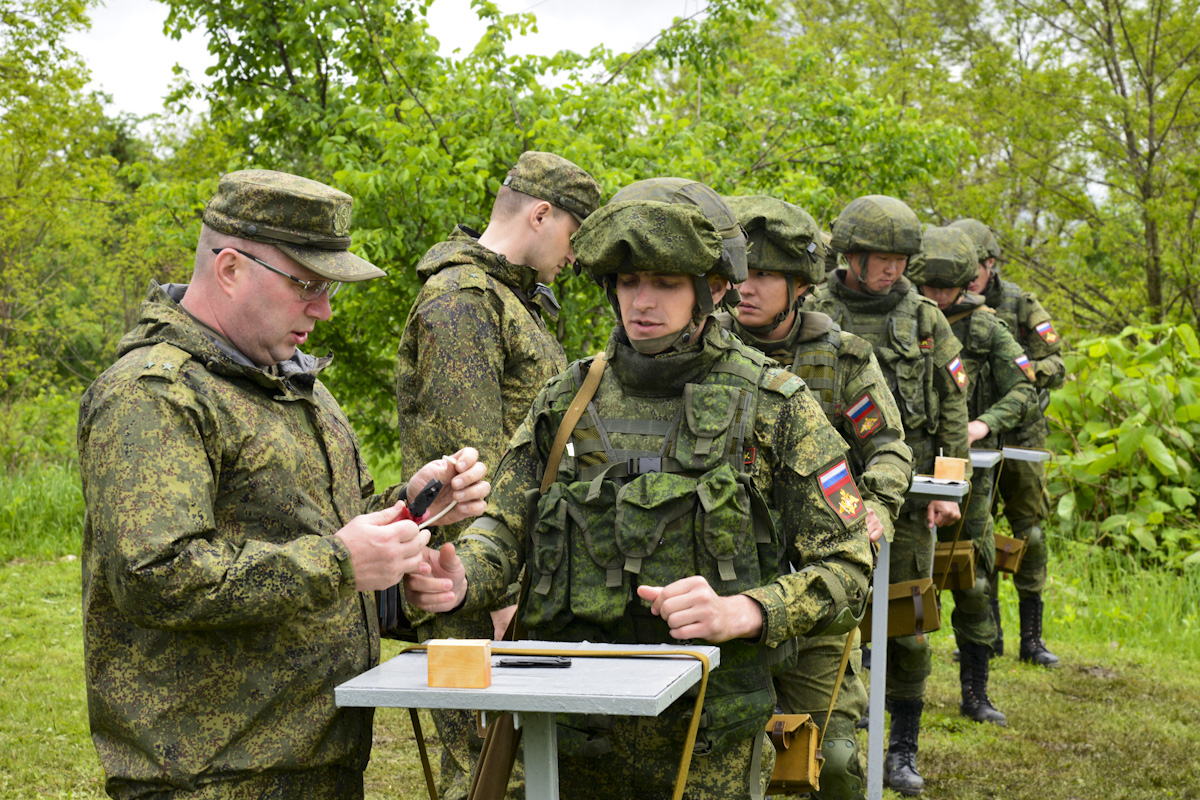
Сотрудники военной полиции Минобороны РФ

В начале 2018 года стало известно, что Министерство обороны Российской Федерации разработало приказ о порядке действий при защите свидетелей из числа военнослужащих: обязанность по обеспечению их безопасности возлагалась на военную полицию Министерства обороны. Согласно проекту приказа, военнослужащего, который обладает важной для суда или следствия информации, берут под охрану в течение суток после принятия соответствующего решения, но в экстренных случаях это осуществляется немедленно. Для координации этой работы назначался куратор из числа сотрудников военной полиции. В отношении призывников меры безопасности предусматривали временное помещение в безопасном месте, для контрактников — выдача специальных средств индивидуальной защиты, связи и оповещения об опасности, для высокопоставленных должностных лиц — личная охрана, охрана жилища и имущества, а в крайних случаях переселение или изменение внешности. В случае необходимости военнослужащего могли перевести в другую часть, военное учреждение или министерство с военной службой. В том же году газета «Наша версия» заявила, что поскольку о потенциальных физических потерях среди защищаемых были засекречены, оценить эффективность программы защиты было трудно, но в то же время отсутствие подобных данных могло говорить и об эффективной работе программы.
В соответствии с постановлением Правительства Российской Федерации от 25 октября 2018 года № 1272 «Об утверждении Государственной программы „Обеспечение безопасности потерпевших, свидетелей и иных участников уголовного судопроизводства на 2019—2023 годы“» на реализацию программы в 2019—2023 годах из бюджета было выделено 1 059 256,1 тысяч рублей, из них в 2019 году — 211 788,5 тысяч рублей, в 2020 году — 211 866,9 тысяч рублей, в 2021 году — 211 866,9 тысяч рублей, в 2022 году — 211 866,9 тысяч рублей, в 2023 году — 211 866,9 тысяч рублей.

## Защита свидетелей вне программы
Внимание защите граждан от преступников уделяет Совет безопасности Российской Федерации: 8 мая 2009 года состоялось оперативное совещание его постоянных членов по вопросу «О повышении эффективности защиты прав и законных интересов граждан, пострадавших от преступных посягательств». Часть решений, принятых на этом совещании, легла в основу Федерального закона от 28 декабря 2013 года «О внесении изменений в отдельные законодательные акты РФ в целях совершенствования прав потерпевших в уголовном судопроизводстве», который укрепил процессуальный статус и гарантии потерпевшего. В сентябре 2020 года вопрос защиты граждан снова был поднят на оперативном совещании Совбеза на тему «О дополнительных мерах по защите прав и интересов граждан, пострадавших от преступных посягательств».
Помимо органов власти, защиту свидетелей осуществляют общественные организации: одной из таковых является правозащитное движение «Сопротивление», образованное в 2005 году и занимающееся оказанием юридической и психологической помощи потерпевшим и свидетелям в уголовном процессе. Организаторы движения — политконсультант Ольга Костина и заслуженная артистка России Светлана Врагова. По их инициативе в Общественной палате Российской Федерации появилась подкомиссия по защите прав потерпевших и свидетелей, а в Госдуме была образована и межведомственная рабочая группа по внесению профильных поправок и дополнений в действующее законодательство. В дальнейшем Ольга Костина стала главой Фонда поддержки пострадавших от преступлений, который в 2021 году предложил учредить государственный орган, который защищал бы права и интересы жертв преступлений (в том числе тех лиц, у кого не хватает финансовых средств на медицинскую помощь или на похороны родных и близких, ставших жертвами преступления).
Уже после утверждения программы защиты свидетелей некоторые суды, у которых не было оборудования для изменения голоса свидетеля, вынуждены были либо брать его на время у милиции, либо использовать подручные средства для реализации мер безопасности. Так, в 2009 году «Российская газета» сообщала, что при рассмотрении одного из дел в Приморском районном суде Новороссийска допрос свидетеля осуществлялся по мобильному телефону, а сам свидетель сидел в машине; в том же году утверждалось, что Верховный суд Чеченской Республики рассматривал дело, в ходе которого допрашиваемый держал возле рта пустую банку, искажая свой голос.